# Рудін Олександр Ізраїльович
Олександр Ізраїльович Рудін (рос. Александр Израилевич Рудин, нар. 25 листопада 1960, Москва) — віолончеліст, піаніст, диригент і художній керівник академічного камерного оркестру «Musica Viva», професор Московської консерваторії, викладач кафедри камерного ансамблю та оркестру. Проводить майстер-класи в музичних навчальних закладах багатьох європейських країн. Народний артист Росії (2001). Лауреат державної премії Росії в області літератури і мистецтва (2003).
Лауреат Міжнародних конкурсів: Й. С. Баха в Лейпцигу (1976), Гаспара Кассадо у Флоренції (1979), П. І. Чайковського в Москві (1978, 1982). У 1983 році закінчив інститут імені Гнєсіних, за спеціальностями «віолончель» і «фортепіано». У 1989 р. закінчив Московську консерваторію по класу диригування.
1988 очолив оркестр «Musica Viva». У репертуарі оркестру — різні твори від епохи бароко до сучасності. Деякі твори минулих епох були вперше виконані в Росії саме «Musica Viva». З 1998 р. оркестр проводить абонементні концерти у Великому залі консерваторії, запрошуючи для спільних виступів як відомих диригентів і виконавців, так і не дуже добре знайомих для широкої публіки, але цілком цікавих музикантів. Оркестр гастролює різними країнами світу.